# Z脉冲功率设施

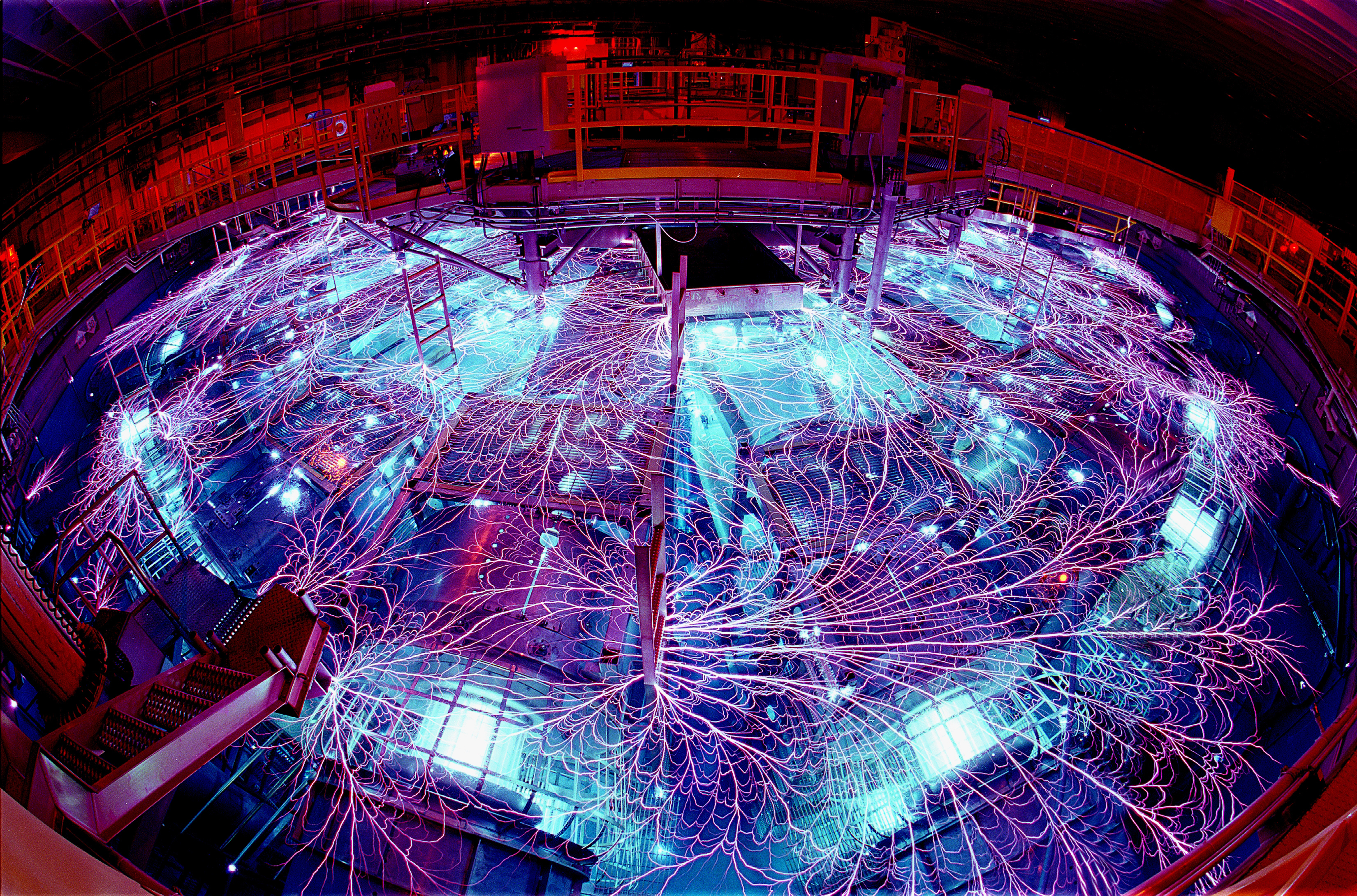
桑迪亚国家实验室的Z机在鱼眼镜头下的俯视图, 2012年。由于极高的高压电，供电设备浸没在2百万升（(2,000 m³)）变压器油和2.3百万升（2,300 m³）去离子水的同心室中，作为绝缘体。 然而，当机器放电时的电磁脉冲导致令人印象深刻的闪电，被称为“闪络(flashover)”，其可以在房间中的许多金属物体周围被看到。

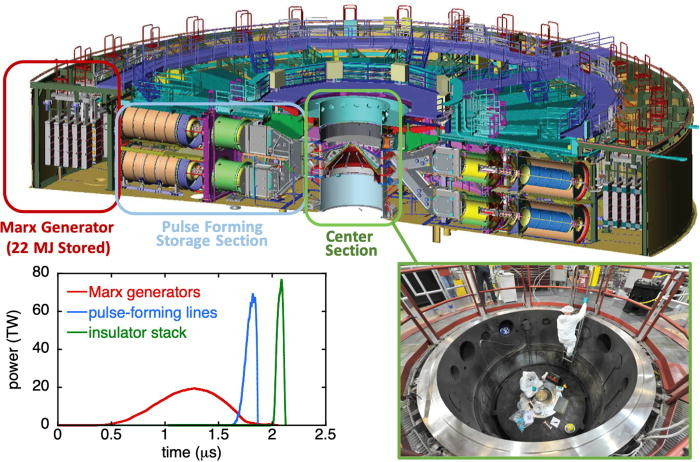
Z机横截面图

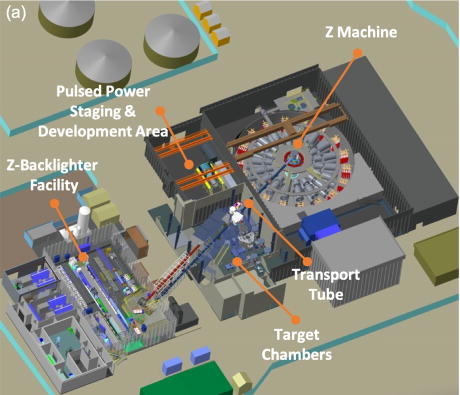
Z机示意图

35°02′08″N 106°32′33″W / 35.035451°N 106.542522°W
Z脉冲功率设施(Z Pulsed Power Facility)，非正式称为"Z机"，是世界上最大的高频电磁波发生器，设计用于在极端温度和压力条件下测试材料。自1996年10月重新装修以来，它主要被用作惯性约束聚变（ICF）研究设施。 由桑迪亚国家实验室操作，它收集数据以帮助核武器和最终的核聚变脉冲发电厂(nuclear power)的计算机建模。 Z机位于新墨西哥州阿尔伯克基的桑迪亚的主要场所

## 历史
Z机的起源可以追溯到美國能源部需要在实验室环境中复制氢弹的核聚变反应，以更好地理解所涉及的物理学。
自1970年代以来，美国能源部一直在研究通过核聚变反应发电的方法，包括连续反应，例如托卡马克装置或小原子球的离散核聚变。 由于当时激光器远达不到所需的功率，因此考虑的主要方法是重离子聚变 (HIF)。然而，Q开关和锁模技术等重大进步使激光器成为一种选择（最终在国家点火装置中达到顶峰），并且重离子聚变(HIF)计划或多或少地处于休眠状态。1985年，美国国家科学院对美国能源部计划的审查指出“能源危机暂时处于休眠状态”。 重离子聚变机器的任务是帮助军事研究改进核弹。
桑迪亚的第一项研究可以追溯到 1971 年，当时 Gerold Yonas 发起并指导了粒子束聚变计划。 电子是第一个被想到的粒子，因为当时的脉冲功率加速器已经将它们以高功率集中在小范围内。 然而，此后不久人们意识到电子不可能足够快地加热聚变燃料以达到目的。 然后程序从电子转向质子。 事实证明，这些太轻了，无法很好地控制，无法集中到目标上，于是程序转向了轻离子锂。 加速器名称反映了重点的变化：首先加速器的名称是 EBFA-I（电子束聚变加速器），此后不久成为 PBFA-I，称为土星。 质子需要另一个加速器 PBFA-II，它的名称变成了Z。

## Z机的物理学
Z 机使用众所周知的Z-pinch原理，其中电容器通过等离子体管快速放电导致它被由此产生的洛伦兹力向其中心线压缩。 Bennet 成功地研究了 Z 夹点在等离子体压缩中的应用。 Z 机布局为圆柱形。 它的外部装有巨大的电容器，通过马克思发生器放电，产生1微秒的高压脉冲。 然后 Yonas 使用一个系统将这个时间除以 10，利用水的介电功率，以产生 100 ns 的放电。
然而，尽管使用了高功率，但由于缺乏足够的粒子束聚焦，这项努力对于重离子聚变并不成功。 很长一段时间以来，人们就知道洛伦兹力是径向的，但电流高度不稳定并沿圆柱旋转，这会导致内爆管扭曲，从而降低压缩质量。
俄罗斯科学家 Valentin Smirnov 随后有了用线阵列代替管（称为“线阵列”）的想法，以对抗电流的方位角流动，从而对抗磁流体动力学 (MHD) 不稳定性。 库尔恰托夫研究所的安加拉五号（Angara V）设施也是出于同样的原因建造的：帮助模拟和设计氢弹的第二阶段，并测试高功率X射线对核导弹弹头的影响。 线阵列内部的空间充满了聚苯乙烯，这有助于使 X 射线通量均匀化。
任何开发热核武器的国家都有自己的 Z 机，但那些不使用水管的国家有很长的上升脉冲（例如在法国格拉马的Sphinx机器中的 800 纳秒）。 在英国，MAGPIE 机器位于帝国理工学院，由 Malcolm Haines 控制。
通过移除聚苯乙烯芯，桑迪亚国家实验室能够获得一根 1.5 毫米的细等离子线，其中 1000 万安培的电流和 90 兆巴的压力。

## 前景

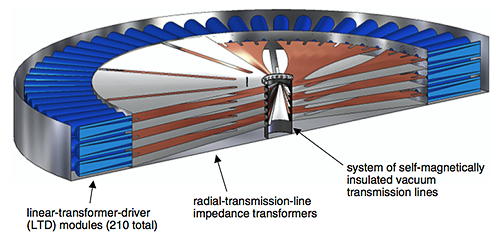
基于 1 petawatt LTD 的 z-pinch 加速器的前景拟议模型。
直径 104 米，70 兆安，24 兆伏。

2004 年宣布了一项名为 ZR（Z Refurbished）的 $6000 万美元（提高到 $9000 万美元）改造计划，以将其功率提高 50%。 Z 机于 2006 年 7 月进行了这次升级，包括安装新设计的硬件和组件以及更强大的马克思发生器。该机器的去离子水部分已减少到之前尺寸的一半左右，而油部分已显着扩大，以容纳更大的中间存储线（i-stores）和新的激光塔，这些塔位于过去的水部分。 翻新工程已经于 2007 年 10 月完成。较新的 Z 机器现在可以在 95 纳秒内发射大约 2600 万安培（而不是之前的 1800 万安培）。
在2006年初，Z机产生出具有超过20亿开尔文（2 GK, 2×109 K）或36亿℉（20亿摄氏度）的温度的等离子体，甚至峰值达到3.7 GK或66亿华氏度（37亿摄氏度）。
桑迪亚的路线图包括另一个称为 ZN (Z Neutron) 的 Z 机器版本，用于测试聚变动力和自动化系统的更高产量。 ZN 计划使用俄罗斯线性变压器驱动器 (LTD) 取代目前的马克思发生器，每小时提供 20 至 30 MJ 的氢聚变能量。  经过 8 到 10 年的运行，ZN 将成为一个能够每 100 秒进行一次聚变射击的转化试验工厂。
计划的下一步将是 Z-IFE（Z 惯性聚变能）测试设施，这是第一个真正的 Z-pinch 驱动原型聚变发电厂。

## 参阅
- 桑迪亚国家实验室
- 磁化内衬惯性核聚变
- 惯性约束聚变（ICF）